# Fazerdaze
Amelia Murray (Wellington, 1993), conocida por su nombre artístico Fazerdaze, es una cantante, compositora y multinstrumentista neozelandesa. 

## Biografía
Nació en 1993 en Wellington, de padre cristiano neozelandés nacido en Inglaterra y madre musulmana de Indonesia. Estudió en el Onslow College de su ciudad natal y después se radicó en Auckland.
Lanzó su EP debut titulado Fazerdaze en octubre de 2014, grabado enteramente en un estudio instalado en su propio dormitorio en Auckland. Con la asistencia del multinstrumentista Jonathan Pearce, quien masterizó el trabajo, creó un sonido dream pop a base de guitarras eléctricas y pedal de efectos. En 2017 presentó su primer álbum de estudio, Morningside, con el sello independiente Flying Nun Records.
Luego de 5 años fuera de escena debido al desgaste del éxito de Morningside y problemas de relaciones personales, lanza un nuevo EP Break!, en 2022, incorporando sonidos dance pop y electrónica, por ejemplo en el sencillo Winter.

## Discografía
Álbumes de estudio
- Morningside (2017, Flying Nun Records)

EP
- Fazerdaze (2014, autoproducido)

- Break! (2022, Partisan Records)

Sencillos
- Little Uneasy (2015, autoproducido)
- Lucky Girl (2017, autoproducido)
- Take It Slow (2017, autoproducido)